# أبراهام باتوسكا دا سيلفيرا
أبراهام باتوسكا دا سيلفيرا (بالإنجليزية: Abraham Patusca da Silveira)‏ الشهير باسم أراكين (بالإنجليزية: Araken)‏ (17 يوليو 1905 في سانتوس، البرازيل – 24 يناير 1990 في سانتوس، البرازيل) لاعب كرة قدم برازيلي راحل كان يجيد اللعب في خط الهجوم .
خلال مسيرته الرياضية كلاعب من 1923 إلى 1939 لعب في أندية سانتوس ، أتلتيكو سانتيستا، ساو باولو ، إنديبيندينتي، وإستوديانتيس باوليستا . حقق مع نادي سانتوس المركز الثاني في بطولة باوليستا لثلاث سنوات متتالية من 1927 إلى 1929 ثم حقق اللعب في سنة 1931 مع نادي سانتوس و1935 مع نادي إنديبيندينتي . يعتبر أراكين مع سيريري، فيتيكو، إفينغيليستا، وكاماراو أهم لاعبو خط الهجوم في البرازيل في حقبة العشرينات . في سنة 1927 توج هدافا لبطولة باوليستا .
سجل أراكين الهدف الألف لنادي سانتوس في مرمى نادي أطلس فلامينغو في 1929. في المجمل سجل 177 هدف في 193 مباراة مع نادي سانتوس.
شارك أراكين مع منتخب البرازيل في بطولة كأس العالم لكرة القدم 1930 التي أقيمت في الأوروغواي ولعب مباراة واحدة وهي الافتتاحية في مواجهة منتخب يوغوسلافيا التي انتهت بالخسارة 1-2.